# ووهو

ووهو شهری در شهرستان پا در استان باله در بورکینافاسوی جنوبی است و جمعیت آن ۱۴۵۳ نفر است.